# Inał Tasojew
Inał Walikojewicz Tasojew (ros. Инал Валикоевич Тасоев, ur. 5 lutego 1998) – rosyjski judoka.
Złoty medalista mistrzostw świata w 2025 i srebrny w 2023; uczestnik zawodów w 2019. Trzeci w drużynie w 2018 i 2019. Triumfator mistrzostw Europy w 2021, 2024 i 2025; drugi w 2020 i trzeci w drużynie w 2021. Wicemistrz igrzysk europejskich w 2019 i mistrz w drużynie. Wygrał igrzyska wojskowe w 2019, a także MŚ wojskowych w 2021 roku.